# Giuliano Baldinotti
Giuliano Baldinotti (1591–1631) là một nhà truyền giáo người Ý tại phương Đông. Ông là giáo sĩ Dòng Tên đầu tiên tới Đàng Ngoài.

## Tiểu sử
Baldinotti sinh tại Pistoia, Italia năm 1591. Ông vào nhà tập Dòng Tên năm 1609, và khởi hành năm 1621 để đi truyền giáo tại châu Á. Nhà du hành Pietro Della Valle gặp ông hai năm sau đó tại Goa, và cho biết rằng Baldinotti là một nhà toán học nổi danh ở đó.
Từ Goa, Baldinotti chuyển đến Ma Cao. Giám tỉnh Dòng Tên cử ông tới Đàng Ngoài để tìm hiểu về khả năng truyền giáo tại đây. Trên tàu buôn của Bồ Đào Nha, Baldinotti cùng với trợ sĩ Julio Koga người Nhật đến Thăng Long vào ngày 7 tháng 3 năm 1626. Ông được chúa Trịnh Tráng tiếp đãi nồng hậu do chúa mong muốn thiết lập thương mại với người Bồ Đào Nha. Ông cũng tạo ấn tượng với kiến thức thiên văn và toán học của mình. Tuy nhiên, chúa Trịnh nghe lời gièm pha nghi ngờ ông làm gián điệp cho chúa Nguyễn Phúc Nguyên của Đàng Trong. Để đẩy lùi nghi ngại, hai tu sĩ thề trước thánh giá sẽ không đến xứ Đàng Trong.
Hai ông rời đi ngày 18 tháng 8 và trở lại Ma Cao ngày 16 tháng 9, năm 1626. Nhờ tường trình tích cực của Baldinotti, Giám tỉnh André Palmeiro quyết định gửi thêm nhiều nhà truyền giáo nữa tới Đàng Ngoài. Năm sau đó, hai giáo sĩ Alexandre de Rhodes và Pero Marques được cử đi.
Không có nhiều thông tin về cuộc đời sau này của Baldinotti. Ông được chôn cất tại Nhà thờ Madre de Deus vào ngày 29 tháng 8 năm 1631.

## Tác phẩm
Ở Ma Cao, Baldinotti ghi chép lại về Đàng Ngoài trong tường trình có tựa "Relatione del viaggio di Tunquim nuovamente scoperto", đề ngày 26 tháng 11 năm 1626. Bản tường trình này sau đó được in trong tuyển tập Lettere dall'Ethiopia dell'Anno 1626 fino al marzo del 1627 e dalla Cina dell'anno 1625 fino al febbraio 1626 năm 1629 tại Roma.